# 青森伸
青森 伸（あおもり しん、本名：一戸 和男（いちのへ かずお）、1941年10月20日 - ）は、日本の声優、俳優、ナレーター。青森県出身。青二プロダクション所属。
芸名は出身地の青森県にちなむ。

## 略歴
青森県立柏木農業高等学校卒業。劇団未来劇場、NHK弘前放送劇団を経て、東京アナウンスアカデミー卒業。
以前は東京俳優生活協同組合、シグマ・セブン（ - 2013年8月）に所属していた。

## 人物・特色
声種はバリトン。ちょっと高音域の声であり、ひとくせありな役柄が似合う。
方言は津軽弁で、方言の演技指導をすることもある。
声優としては、1980年から1990年代の『週刊少年ジャンプ』連載作品を原作とするアニメに多く出演している。
俳優としては大河ドラマなどの時代劇や刑事ドラマに多数出演している。
また、ナレーターとしても活躍し、独特の語りで親しまれている。
私生活面では大の釣り好きとして知られ、釣り番組に顔出し出演することもある。他の趣味として家庭菜園での野菜作りを挙げている。

## 出演

### テレビドラマ
- 柔道一直線 第7話「必殺二段車」（1969年、TBS） - 梶原一騎の声
- だいこんの花（1970年、NET）
- 火曜日の女シリーズ「恋の罠」（1970年、NTV / 東宝）※一戸和男でクレジット
- 時間ですよ 第2シリーズ （1971年 - 1972年、TBS）
- 白い影 第4話「主治医のミス」（1973年、TBS） - 雑誌記者
- ポーラテレビ小説12作 「やっちゃば育ち」（1974年、TBS）
- 鞍馬天狗（1974年、NTV）
- 6羽のかもめ（1974年 - 1975年、フジテレビ）
- 悪魔のようなあいつ 第3話「ジュリーに首ったけ」（1975年、TBS）
- 俺たちの勲章 第13話「誘拐」（1975年、NTV 東宝） - 信濃警察刑事
- 燃えよ!ダルマ大臣 高橋是清伝（1976年、フジテレビ） - 前田正名
- 高原へいらっしゃい（1976年、TBS）
- 土曜ドラマ（NHK）
  - 山田太一シリーズ / 男たちの旅路（1976年）
  - 鎌田敏夫シリーズ / 十字路 第二部第1話「みちのく編 ブルートレインの少年」（1978年）
- 破れ傘刀舟 悪人狩り（NET）
  - 第62話「許されざる愛」（1975年） - 直七
  - 第98話「死神のくれた赤ん坊」（1976年） - 政
- 飛べ!孫悟空（1977年、TBS） - ゴリラの大将（声）
- 岸辺のアルバム（1977年、TBS）
- まひる野（1977年 フジテレビ）
- 青春の門（1977年 - 1978年、毎日放送） ※方言指導
- 新五捕物帳 第12話 「母ごころ夢の富くじ」（1978年） - 清之助
- 水曜劇場 ムー一族（1978年、TBS） - 一条家若番頭
- 熱中時代 第22話「お雛さまとさびしい宇宙人」（1979年、日本テレビ） - 綿菓子屋
- 熱い嵐（1979年、TBS）
- 日本巌窟王 第8回「虎穴に入る男」（1979年）
- 池中玄太80キロ（1980年、日本テレビ）
- 大河ドラマ
  - 獅子の時代（1980年、NHK） - 橋川信三、方言指導
  - 独眼竜政宗（1986年NHK大河ドラマ） - 古川弾正
- 関ヶ原（1981年、TBS） - 武者
- 天皇の料理番 第12話「水飴とかけがえのない女」（1981年、TBS） - 前田
- ポーツマスの旗（1981年、NHK）
- 天まであがれ! 第14話（1982年） - 訪問販売店店主
- ポーラテレビ小説 「おゆう」（1983年、TBS）
- 裸の大将放浪記 第11話「別れが悲しかったので」（1983年、関西テレビ） - 巡査
- 事件記者チャボ! 第1話「チャボが大騒ぎでやってきた」（1983年、日本テレビ） - 警官A
- 花丸銀平（1984年、NHK銀河テレビ小説）
- ザ・サスペンス / 狙われた女教師（1984年、TBS）
- グランド劇場 「気になるアイツ」（1985年、日本テレビ）
- 誇りの報酬 第25話「あの美女は誰だ?!」（1986年、日本テレビ） - 梅田
- 哀しみの女（1987年、TBS）
- 火曜スーパーワイド 津軽海峡 おんな三人春景色（1988年、テレビ朝日） - マスター
- 混浴露天風呂連続殺人シリーズ7（1988年、朝日放送）
- 刑事貴族3 第16話「その時、愛を抱いて逝った」（1992年、日本テレビ）
- 月曜ミステリー劇場 終着駅殺人事件（2001年、TBS）方言指導
- 西村京太郎サスペンス・十津川警部シリーズ 第24作（2002年、TBS）
- 松本清張サスペンス特別企画・霧の旗（2003年9月16日、TBS）
- さとうきび畑の唄（2003年9月28日、TBS） - アナウンス
- 告発弁護士シリーズ4（2003年、TBS） - 野沢裁判長
- 月曜ゴールデン（TBS）
  - 税務調査官・窓際太郎の事件簿（19）（2009年） - 平松、TVの声
  - 税務調査官・窓際太郎の事件簿〜第20回記念!沖縄編〜（2010年） - TVの声
  - 税務調査官 窓際太郎の事件簿（25）（2013年） - 青森弁の方言指導
  - 税務調査官 窓際太郎の事件簿（26）（2014年） - TVの声
  - 税務調査官 窓際太郎の事件簿（31）（2016年） - TVの声
  - 松本清張没後20年スペシャル・寒流（2013年） - 奈美の父（電話の声）
- 内部調査官・水平直の報告書（2011年、TBS）
- 連続ドラマW 沈まぬ太陽 第1部 第2話（2016年、WOWOW） - 内閣総理大臣

### 映画
- 激動の昭和史 軍閥（1970年、東宝）
- 悪魔ですとーりー DEVIL DE STORY（1983年）

### 舞台
- 未来劇場 第36回公演「猿のセレナータ」（1979年）

### テレビアニメ
1967年
- 新ジャングル大帝 進めレオ!

1969年
- ウメ星デンカ
- サザエさん（1969年 - 2014年）

1975年
- アンデス少年ペペロの冒険（クイ）
- タイムボカン（オカーネギ）

1976年
- 新ドン・チャック物語（ドットタイガー、カポーネ）
- 母をたずねて三千里（アンドレア）
- 妖怪伝 猫目小僧（なき男）

1977年
- あらいぐまラスカル（マッコイ）
- 合身戦隊メカンダーロボ（ユルンガス博士）
- 超人戦隊バラタック（コソット）

1978年
- ペリーヌ物語（客 他）

1979年
- こぐまのミーシャ（1979年 - 1980年、コンゴ 他）

1980年
- スーキャット（ナレーター）
- トム・ソーヤーの冒険（男B）
- とんでも戦士ムテキング（タコサク）

1981年
- 名犬ジョリィ（警官B）
- めちゃっこドタコン（ロボロボ博士）
- ヤットデタマン（フレンド）

1982年
- 逆転イッパツマン（ドッグホエラー）

1983年
- 亜空大作戦スラングル（ダイアン、ゼネラル・タブ）
- ストップ!! ひばりくん!（虎造）
- Dr.スランプ アラレちゃん（1983年 - 1984年、親分、キラースナイパー）
- ふしぎの国のアリス（カラスの船長）

1984年
- OKAWARI-BOY スターザンS（狩上ハチロー）
- 機甲界ガリアン（1984年 - 1985年、審問官）
- 超攻速ガルビオン（ブルーテス）

1985年
- 蒼き流星SPTレイズナー（1985年 - 1986年、ズール）

1986年
- 昭和アホ草紙あかぬけ一番!（現場監督）
- ドテラマン（ヒッツ鬼、フロシ鬼）
- ドラゴンボール（メタリック）

1987年
- アニメ80日間世界一周（新聞社社長）
- シティーハンター（1987年 - 1988年、蒲生伸吉、マスター） - 2シリーズ

1988年
- いきなりダゴン（ゴジ）
- ミスター味っ子（1988年 - 1989年、滝沢彦之助）
- 夢見るトッポ・ジージョ（ニコロ）

1989年
- アイドル伝説えり子（西条）
- 悪魔くん（アムドスキアス）
- たいむとらぶるトンデケマン!（ポセイドン）
- 天空戦記シュラト（カリ）
- YAWARA!（プロデューサー）

1990年
- NG騎士ラムネ&40（コクテン）
- 美味しんぼ（富井修、田中プロデューサー、木曽友二）
- ジャングルブック・少年モーグリ（ドールの頭目）

1991年
- 魔法使いサリー（アバコ）
- 魔法のプリンセス ミンキーモモ（デストラーデ警部）
- 笑ゥせぇるすまん（1991年 - 1992年、越葉庄介、出口、日練詩作）

1992年
- スペースオズの冒険（ドクター・ライ）
- ドラゴンクエスト ダイの大冒険（第1作）（マトリフ）
- 横山光輝 三国志

1993年
- 忍たま乱太郎（矢沢永吉）
- 熱血最強ゴウザウラー（1993年 - 1994年、ギーグ、機械神、拳一の父）
- 平成イヌ物語バウ（犬神）
- 幽☆遊☆白書（黒桃太郎）

1994年
- 機動武闘伝Gガンダム（カラト委員長）
- とっても!ラッキーマン（です代の父）
- ドラゴンボールZ（キビト）
- 覇王大系リューナイト（海賊船長）
- ハックルベリー・フィン物語（親父）

1995年
- アメリカ物語 ファイベルの冒険（パパ）
- 怪盗セイント・テール（菅原）
- 恐竜冒険記ジュラトリッパー（イソローク）
- ストリートファイターII V（老人）

1996年
- 機動新世紀ガンダムX（フィクス・ブラッドマン）
- 快傑ゾロ（ディアス）
- 地獄先生ぬ〜べ〜（はたもんば）
- はじめ人間ゴン（のうふ）
- 名探偵コナン（1996年 - 2008年、小川雅行、小宮山泰司、宝田太、倉田栄三、小倉巡査、高橋久道）

1997年
- 手塚治虫の旧約聖書物語（ソロモン）
- ドラゴンボールGT（ビッシュの父、七星龍）
- ドラゴンボールGTスペシャル 悟空外伝!勇気の証しは四星球（ゲットー）

1998年
- 快傑蒸気探偵団 TV ANIMATION SERIES（ジモシー）
- ゲゲゲの鬼太郎（第4作）（刑天）
- ドクタースランプ（チビルの父）
- 遊☆戯☆王（金倉）

1999年
- THE ビッグオー（オリバー・ガーランド）
- ルパン三世 愛のダ・カーポ〜FUJIKO'S Unlucky Days〜（古美術商）

2000年
- クレヨンしんちゃん（悪代官）
- 週刊ストーリーランド（2000年 - 2001年、源五郎、居酒屋のおやじ、プロデューサー、管理人、バス運転手）
- タイムボカン2000 怪盗きらめきマン（オデコロン、大久保デコ左衛門）
- ドラえもん（テレビ朝日版第1期）（2000年 - 2002年、担当医、ジャック）
- ブギーポップは笑わない Boogiepop Phantom（父親）

2001年
- ゴーゴー五つ子ら・ん・ど（かわばたの父）

2003年
- アストロボーイ・鉄腕アトム（ブルダ博士）
- GAD GUARD（ピンス）
- 鋼の錬金術師（2003年 - 2004年、医師、バスク・グラン）
- ブラック・ジャック2時間スペシャル 〜命をめぐる4つの奇跡〜（刑事）

2004年
- サムライチャンプルー（小五郎）
- みさきクロニクル〜ダイバージェンス・イヴ〜（高等執行員）
- 焼きたて!!ジャぱん（板前）

2005年
- ギャラリーフェイク（小森老人）
- 創聖のアクエリオン（夜翅〈ヨハネス〉）
- BLACK CAT（トルネオ＝ルドマン）
- MONSTER（男）

2006年
- 蒼天の拳（周）

2007年
- GR-GIANT ROBO-（男）
- のだめカンタービレ（三善誠一郎）
- まじめにふまじめ かいけつゾロリ（ラッパ）

2008年
- アリソンとリリア（エルバー）
- 鉄のラインバレル（児玉総理）
- ゴルゴ13（黒幕）

2009年
- 鋼の錬金術師 FULLMETAL ALCHEMIST（バスク・グラン）

2010年
- 動物かんきょう会議（イグアナ兄弟のイーグとガーラ）

2011年
- デュエル・マスターズ シリーズ（2011年 - 2017年、切札勝三、土瓶老師） - 5シリーズ
- ポケットモンスター ベストウイッシュ（市長）

2014年
- 暴れん坊力士!!松太郎（雷神親方）
- ドラゴンボール改（キビト）
- ONE PIECE（チンジャオ）

2015年
- ONE PIECE エピソードオブサボ 〜3兄弟の絆 奇跡の再会と受け継がれる意志〜（チンジャオ）

2016年
- デュエル・マスターズ VSRF（切札勝三）
- ドラゴンボール超（キビト）

2017年
- タイガーマスクW（老村長）
- 鬼平（坪井主水）
- デュエル・マスターズ（切札勝三）

2018年
- グランクレスト戦記（サトゥルス）
- ゲゲゲの鬼太郎（第6作）（2018年 - 2019年、海座頭、金井大吉）

2019年
- 博多明太!ぴりからこちゃん（あま王様）

2021年
- デュエル・マスターズ キング!（切札勝三）
- 闘神機ジーズフレーム（ウィルマース）

2022年
- デジモンゴーストゲーム（ジュレイモン）
- SHAMAN KING（ホロホロの祖父）

2023年
- 逃走中 グレートミッション（松之丞の父）

2024年
- SHAMAN KING FLOWERS（トリム）
- オーイ!とんぼ（ゴンじい） - 2シリーズ
- ドラゴンボールDAIMA（キビト）

### 劇場アニメ
1987年
- プロゴルファー猿 甲賀秘境!影の忍法ゴルファー参上（カラス麻呂）

1988年
- ドラゴンボール 摩訶不思議大冒険（メタリック軍曹）

1989年
- 宇宙皇子（役人）

1990年
- ヘヴィ（キングコング）

1991年
- とべ!くじらのピーク（ゴルサ）

1992年
- 機動戦士ガンダム0083 ジオンの残光（ユーリー・ハスラー）
- ドラゴンクエスト ダイの大冒険 ぶちやぶれ!!新生6大将軍（マトリフ）

1994年
- 土俵の鬼たち
- 平成イヌ物語バウ（犬神）

1995年
- ドラゴンボールZ 龍拳爆発!!悟空がやらねば誰がやる（ヒルデガーン）

1996年
- APO APOワールド ジャイアント馬場90分一本勝負（ブラッディ）
- 賢治のトランク
- チョッちゃん物語（中野）
- ブラック・ジャック 劇場版（ブレーン会長）

1997年
- クレヨンしんちゃん 暗黒タマタマ大追跡（魔人ジャーク）
- ヘルメス－愛は風の如く（カイペイヤ）

2004年
- ドラえもん のび太のワンニャン時空伝（ネコジャラ軍兵士）

2007年
- 劇場版 アクエリオン（夜翅）

2017年
- 青鬼 THE ANIMATION（テープの声〈津軽弁〉）

2018年
- ドラゴンボール超 ブロリー（執事）

2024年
- 僕のヒーローアカデミア THE MOVIE ユアネクスト（先代ゴリーニ）

### OVA
1986年
- 機甲界ガリアン 大地の章（審問官B）
- 機甲界ガリアン 鉄の紋章（武将B）

1987年
- 真魔神伝 バトルロイヤルハイスクール（馬場）

1988年
- 現世守護神ぴーひょろ一家（悪霊）
- 渋谷ホンキィトンク
- トウキョウ・バイス（小寺課長）
- DRAGON'S HEAVEN（騎士）

1990年
- マッド☆ブル34（ブラックタトゥ）

1991年
- 機動戦士ガンダム0083 STARDUST MEMORY（ユーリー・ハスラー）
- 創竜伝（1991年 - 1993年、鳥羽靖一郎）
- 迷走王ボーダー 社会復帰編（黒川）

1992年
- 世界の光 親鸞聖人（性信房）
- ハード&ルーズ 私立探偵〜土岐正造トラブル・ノート〜（久保）

1994年
- 湘南純愛組!（校長先生）

2000年
- 銀河英雄伝説外伝 螺旋迷宮（ツィーテン元帥）

2003年
- IZUMO

2006年
- サンリオ世界名作映画館「アヒルのペックルのアラジンと魔法のランプ」（魔法使い）

2007年
- 創星のアクエリオン（夜翅）

### Webアニメ
- クレヨンしんちゃん外伝 おもちゃウォーズ（2016年、ナレーション）
- バキ（2020年、執事）
- ムーンライズ（2025年、ノービス・ハービンジャ[30]）

### ゲーム
1991年
- R-TYPE COMPLETE CD（ナレーション）

1996年
- ドラゴンボールZ 偉大なるドラゴンボール伝説（キビト）

1997年
- My Dream On Air〜が待てなくて〜（喫茶マスター）

1998年
- 3×3EYES 〜転輪王幻夢〜（トンガリキの老人）

1999年
- エースコンバット3 エレクトロスフィア（ゼネラル司令官）

2000年
- 機動戦士ガンダム ギレンの野望 ジオンの系譜（ユーリー・ハスラー、デラーズフリート士官）
- クロスファイア（ジェームス・O・グレン少将）
- ケロケロキング

2001年
- 風のクロノア2 〜世界が望んだ忘れもの〜（モメット）

2002年
- 機動戦士ガンダム ギレンの野望 ジオン独立戦争記（ユーリー・ハスラー、ジオニック社重役）
- サーヴィランス 監視者（カブラ・コルデロ）

2003年
- 機動戦士ガンダム めぐりあい宇宙（ユーリー・ハスラー）

2004年
- ドラゴンボールZ2（キビト）

2005年
- ドラゴンボールZ3（キビト）

2006年
- ドラゴンボールZ Sparking!（2005年 - 2024年、ヒルデガーン） - 3作品

2007年
- ドラゴンボールZ 真武道会2（キビト）

2008年
- アローン・イン・ザ・ダーク（テオ・パディントン）
- 機動戦士ガンダム ギレンの野望 アクシズの脅威（ユーリー・ハスラー）
- クレヨンしんちゃん 嵐を呼ぶ シネマランド カチンコガチンコ大活劇!

2009年
- 機動戦士ガンダム ギレンの野望 アクシズの脅威V（ユーリー・ハスラー）
- スーパーロボット大戦NEO（機械神）
- ドラゴンボール 天下一大冒険（メタリック軍曹）

2010年
- ゴッド・オブ・ウォーIII
- ドラゴンボールDS2 突撃!レッドリボン軍（メタリック軍曹）

2011年
- 機動戦士ガンダム 新ギレンの野望（ユーリー・ハスラー）
- ドラゴンボール アルティメットブラスト（ヒルデガーン）

2013年
- スーパーロボット大戦Operation Extend（機械神）

2014年
- シャリーのアトリエ 〜黄昏の海の錬金術士〜（テオクーガ）
- ドラゴンボールヒーローズ（2014年 - 、キビト、七星龍） - 4作品
- ONE PIECE 超グランドバトル! X（チンジャオ）

2015年
- ドラゴンボールZ 超究極武闘伝（キビト、ヒルデガーン、七星龍）

2016年
- ドラゴンボールフュージョンズ（ヒルデガーンベビー）

2018年
- 戦場のヴァルキュリア4（アンドレ・デュノア）

2019年
- キングダム ハーツIII（ジョシャミー・ギブス航海士）
- スーパードラゴンボールヒーローズ ワールドミッション（キビト、七星龍、ヒルデガーン）

2020年
- ドラゴンボールZ カカロット（キビト）

2021年
- テイルズオブアライズ（ケルザレク）

2022年
- 風のクロノア 1&2アンコール（モメット）
- 鋼の錬金術師 MOBILE（バスク・グラン）

2024年
- ペルソナ3 リロード（無達）
- ファイナルファンタジーVII リバース（ゾンダー）
- ORE'N（マスターローゴン）

### ドラマCD
- インテグラ（社長）
- 可愛いひと。4（高根惣一郎）
- 季節を抱きしめて（真二の父）
- 北の漁場（エンの父）
- コルセーアシリーズ（バルバロッサ）
- 女王様の料理人〜美食の悦楽〜（江田会長）
- DEAD LOCK（ホーズ）
- 願い叶えたまえ3（会長）
- BLACK CAT（トルネオ＝ルドマン）
- 仏ゾーン1：覚醒の章（自覚大師、マイク箕浦）
- 美女が野獣（番台のオヤジ）
- 無敵なあの子（友生の父）

### ラジオドラマ
- 深夜版ラジオマンガ（1977年、TBS）
- ラジオ図書館 結婚15の歓び（1985年）
- NHK-FM 青春アドベンチャーロード 皇帝の密使（1986年）
- 青山二丁目劇場
  - 「東原画伯兄弟」（2015年） - 花村
  - 「死ぬ気で伝えるメッセージ」（2015年） - 大武社長
  - 「上手に離婚をする方法」（2015年） - 杉田
  - 「最後の言葉」（2016年） - マスター
  - 「じいちゃんとの約束」（2016年） - 祖父　
  - 「堀の内」（2017年） - ご隠居
  - 「明日を待つ子供たち」（2017年） - 孝司
  - 「空に記す〜新潟編〜」（2018年） - 靖
  - 「あなたの人生、書きます」（2021年） - 飯島実

### 吹き替え

#### 俳優
- オジー・デイヴィス
  - ザ・クライアント 依頼人（ハリー・ルーズベルト判事）※ソフト版
  - ドクター・ドリトル（アーチャー・ドリトル）※ソフト版
  - 十二人の怒れる男 評決の行方（陪審員2番）※ソフト版

#### 映画
- 赤ちゃんはトップレディがお好き（ヒューズ・ララビー〈パット・ヒングル〉）
- あなたが寝てる間に…（ジェリー・ウォレス〈ジェイソン・バーナード〉）
- アイ,ロボット（ナレーター、命令の声）
- アラン・ドロンの刑事物語（マブロス〈ジャン＝ルイ・フルキエ〉）
- インディ・ジョーンズ/最後の聖戦（サルタン）※日本テレビ版
- ヴァンパイア/最期の聖戦（アルバ枢機卿〈マクシミリアン・シェル〉）※ソフト版
- X-ファイル MASTER PLAN
- X-ファイル ペイシェントX
- カーリー・スー（アルバート〈ブランスコム・リッチモンド〉）※日本テレビ版
- ガンメン（シャベス〈リチャード・C・サラフィアン〉）
- キャスパー（ファッツォ）※ビデオ版
- クリフハンガー（ウォルター・ライト〈ポール・ウィンフィールド〉）※日本テレビ版、（エージェント・マイケルズ、財務省のエージェント）※フジテレビ版
- 刑事ニコ/法の死角（ニコの同僚〈ロン・ディーン〉）※テレビ朝日版
- K-9/友情に輝く星（ディロン〈シャーマン・ハワード〉）※ソフト版
- ゴースト・スクリーム（サイモン卿〈パトリック・スチュワート〉）※ビデオ版
- ゴーン・フィッシン'
- ザ・インターネット
- 死の標的（ピート・ストーン〈ピーター・ジェイソン〉、武器商人）※フジテレビ版
- ジキル&ハイド（メアリーの父〈マイケル・ガンボン〉）
- スター・ウォーズ/スカイウォーカーの夜明け（シーヴ・パルパティーン〈イアン・マクダーミド〉[35]）
- スティーヴン・キングのランゴリアーズ（ドン・ギャフニー〈フランキー・フェイソン〉）
- スナッパー/私のパパはだれ（ジョージ・バージェス〈パット・ラファン〉）
- スニーカーズ
- 青春の城 コビントン・クロス（バークリー〈フォーブス・コリンズ〉）
- ダイナウォーズ/恐竜王国への大冒険
- タイタニック（スパイサー・ラブジョイ執事〈デビッド・ワーナー〉）※ソフト版・3D版
- 007 ゴールデンアイ（ジャック・ウェイド〈ジョー・ドン・ベイカー〉）※ソフト版
- チキンラン（ニック〈ティモシー・スポール〉）
- 超音速ヒーロー ザ・フラッシュ ※日本テレビ版
- ツインドラゴン
- TENET テネット（マイケル・クロズビー卿〈マイケル・ケイン〉[36]）
- 逃亡者（ケリー刑事〈ロン・ディーン〉）※テレビ朝日版
- ドランクモンキー 酔拳（レイ〈フォン・ギンマン〉）※テレビ東京版
- トランスポーター2（ステイプルトン〈キース・デヴィッド〉）
- トゥルー・ロマンス（ヴァージル〈ジェームズ・ガンドルフィーニ〉）
- 永遠に美しく…（医師〈シドニー・ポラック〉）※DVD版
- ネイビー・シールズ（ウエスト・コーカー提督〈リチャード・ヴェンチャー〉）※テレビ朝日版
- 灰の記憶（ムスフェルド軍曹〈ハーヴェイ・カイテル〉）
- 裸のランチ（ハンス〈ロバート・A・シルヴァーマン〉）
- パイレーツ・オブ・カリビアンシリーズ（ギブス航海士〈ケヴィン・マクナリー〉）
  - パイレーツ・オブ・カリビアン/呪われた海賊たち
  - パイレーツ・オブ・カリビアン/デッドマンズ・チェスト
  - パイレーツ・オブ・カリビアン/ワールド・エンド
  - パイレーツ・オブ・カリビアン/生命の泉[37]
  - パイレーツ・オブ・カリビアン/最後の海賊[38]
- バック・イン・ザ・USSR（チャゾフ〈ブライアン・ブレスド〉）
- プーと大人になった僕（ナレーター[39]）
- PLANET OF THE APES/猿の惑星（アター〈マイケル・クラーク・ダンカン〉[40]）※DVD版
- フランケンシュタインの復活（クローグ警視〈ライオネル・アトウィル〉）
- フリー・ウィリー（ウェイド〈リチャード・リール〉）※テレビ朝日版
- ブレインストーム
- ペイ・フォワード 可能の王国（トールセン氏〈ゲイリー・ワーンツ〉）
- ホーンティング（マロー教授〈リーアム・ニーソン〉）
- 保険調査員フランク25（ゲイリー・オーエンズ〈本人〉）
- マイティ・ジョー（シュトラッサー〈ラデ・シェルベッジア〉）
- 魔性弁護人（裁判官、ゲイブ〈ケン・ライアン〉）
- ミオとミラミス 勇者の剣（刀鍛冶〈スヴァレ・アンケル・オーズダル〉）
- ミッション・クレオパトラ（アモンボーフィス〈ジェラール・ダルモン〉）
- 愉快なシーバー家（ヒンクリー）#17
- 48時間
- 48時間PART2/帰って来たふたり ※日本テレビ版
- リッチー・リッチ（リチャード・リッチ〈マーティン・マル〉）
- リトル・ブッダ
- ワンス・アポン・ア・タイム・イン・チャイナ外伝 天地笑覇（老師様〈シー・キエン〉）

#### テレビドラマ
- アナザー・ライフ〜天国からの3日間〜（チャーリー・ウィンターズ / チャーリー・サマーズ〈ロン・グラス〉）#6
- アリー my Love（ペリー、ウィリアム・ローラー）
- アボンリーへの道（アーチー・ギリス〈ジョン・フリーゼン〉）
- ER緊急救命室シリーズ
  - シーズン4（チャック・アーテバン〈マイケル・ケイガン〉）#15
  - シーズン5（マシュー・リン教授〈ロスコー・リー・ブラウン〉）#19
  - シーズン12（デクスター・ジェンキンス〈ルー・ベティ・Jr〉）#14
  - シーズン13（エドガー・ディクソン〈デヴィッド・ジーン・トーマス〉）#12
- WITHOUT A TRACE/FBI 失踪者を追え!2（フェザーズ）#20
- オビ＝ワン・ケノービ（シーヴ・パルパティーン皇帝〈イアン・マクダーミド〉）
- L.A.ロー 七人の弁護士（ジョゼフ・ラッセル〈ジェームズ・ピケンズ・Jr〉、対立候補）
- 華麗なるペテン師たち（アーサー・ボンド〈フィリップ・ジャクソン〉）#6
- 恐竜家族（アル・ハリス、タイ・ワーナー〈ジョン・ポリト〉）
- 刑事ヴァランダー4 ザ・ファイナル（マックス・クールー〈ジョン・カーニー〉）
- ザ・シークレット・ハンター（警部補）
- サブリナ #108
- ザ・ホワイトハウス3（ジャック〈ゲイリー・ファーマー〉）#51
- 三国志演義（諸葛噡）※NHK-BS2版
- ジム・ヘンソンのストーリーテラー（ニック）
- 新スーパーマン（ゼイリン将軍〈J・A・プレストン〉）
- シークエスト（ヤング博士〈ロスコー・リー・ブラウン〉）
- シークレット・アイズ〜華麗なる作戦（デビッド・ジャレット〈エドワード・アルバート〉）
- 新・刑事コロンボ 迷子の兵隊（ウィニック教官〈ジェームズ・ラシュリー〉）
- 心理探偵フィッツ（マイケル・ハーベイ〈デヴィッド・コールダー〉）
- スピン・シティ（ロイド・ドラム〈マイク・ホッジ〉）
- ダークスカイ（ボブ）
- ターザンの大冒険（アレクセイ）※NHK-BS2版
- タイムマシーンにお願い（ブラシ〈ケン・フォリー〉）
- デスパレートな妻たち（ショウ〈リチャード・ラウンドトゥリー〉）
- ドクター・フー（大統領）
- ファン・ジニ（ムミョンの父）
- ふたりはふたご（コンラッド神父〈ウェイン・ティピット〉）
- プロビデンス（アンソニー博士〈マイケル・ウィンターズ〉）
- プライベート・プラクティス4（ラリー・キャノン〈オバ・ババチュンド〉）
- フラグルロック
- ブラザーズ&シスターズ（ウィリアム・ウォーカー〈トム・スケリット〉）
- フリッパー（ダルトン船長〈ガス・マーキュリオ〉）
- 冒険野郎マクガイバー（スタンピー〈リー・ウェイバー〉）
- マペット・ショー
- 名探偵ポワロ ※NHK版
  - 「安いマンションの事件」（殺し屋 / マフィア）
  - 「ひらいたトランプ」（ヒューズ大佐〈ロバート・パフ〉）
- 名探偵モンク2（クリスティーヌ刑務所長〈ジョン・コスラン・Jr.〉）#16
- 名探偵モンク4（レイ・ニコルソン市長〈シャイ・マクブライド〉）#2
- ヤングライダーズ（ホレース、編集長、開拓者）
- 霊能者アザーズ（エルマー〈ビル・コッブス〉）

#### アニメ
- アラジンの大冒険（アマール〈2代目〉、オマール）
- イウォーク物語（ゴルニーシュ）※DVD版
- キム・ポッシブル（ドクター・ドラッケン）
- ぎゃあ!!!リアル・モンスターズ（グロンブル）
- くまのプーさん（ナレーター〈2代目〉）
  - くまのプーさん 完全保存版※ブエナ・ビスタ版
  - くまのプーさん クリストファー・ロビンを探せ!
  - ティガー・ムービー プーさんの贈りもの[41]
  - くまのプーさん みんなのクリスマス
  - くまのプーさん ルーの楽しい春の日
  - ザ・ブック・オブ・プー
  - くまのプーさん (2011)
  - くまのプーさん ちいさなぼうけん
- 西遊記 孫悟空対白骨婦人（熊怪）
- ザ・シンプソンズ（シーモア・スキナー校長〈初代〉、ジュリアス・ヒバート医師〈初代〉、コミック・ブック・ガイ〈初代〉 他）
  - ザ・シンプソンズ MOVIE（シーモア・スキナー校長、ジュリアス・ヒバート医師）
- スクービー&スクラッピードゥー
- スター・ウォーズシリーズ
  - スター・ウォーズ：テイルズ・オブ・ジェダイ（シーヴ・パルパティーン）
  - スター・ウォーズ: バッド・バッチ（シーヴ・パルパティーン皇帝〈2代目〉）
- ぞうのババール（ラタックス）
- タンタンの冒険旅行（ラスタポプロス）
- チキンラン（ニック）
- ネクスト・アベンジャーズ: 未来のヒーローたち（ブルース・バナー / ハルク）※ディズニーXD版
- バットマン（カタツムリのジョーイ）
- ピンクパンサー（強盗兄）
- フィリックス（ビル、海賊の船長、鯨、ヘドロ大王）
- リトルフット（好き者）※ソフト版

### 特撮
1971年
- 仮面ライダー

1972年
- サンダーマスク（流星鉄仮面の声）
- 人造人間キカイダー（アカオニオコゼの声）

1973年
- イナズマン（イシバンバラの声）
- キカイダー01（ミニゴリラの声）

1974年
- イナズマンF（ジェットデスパーの声）

1975年
- 秘密戦隊ゴレンジャー（ガンマン仮面の声、風車仮面の声、眼鏡仮面の声）

1976年
- 宇宙鉄人キョーダイン（デスガッターの声〈3代目〉、ガトリンガーの声〈2代目〉）
- ぐるぐるメダマン（海ぼうずの声）

1977年
- 快傑ズバット（ナレーター）
- ジャッカー電撃隊（デビルスフィンクスの声、テンタクルス入道の声）

1978年
- スパイダーマン（ゴキブリコンビナートの声、ガニ魔の声）

1979年
- バトルフィーバーJ（コブラ怪人の声、ギザ歯怪人の声、ノロイ怪人の声）

1982年
- 宇宙刑事ギャバン（ガマラモンスターの声、ウラミロードショーのナレーション）
- バッテンロボ丸（クラゲの声）

1986年
- もりもりぼっくん（神父）

1990年
- 地球戦隊ファイブマン（銀河魔神バールギンの声）

### ナレーション
- 生きる×2（テレビ朝日）
- NHKネットクラブ
- NNNドキュメント
- NHKアーカイブス BSスペシャル番組
- 快楽釣美人（フジテレビ）※顔出し出演
- 機動戦士ガンダム ギレンの野望 アクシズの脅威 特典DVD（戦略指南ナレーション）
- 逆転人生「一獲千金!マグロの初競り」（NHK-Eテレ、2020年12月14日） - 語り
- クラシック・ロイヤルシート（NHK-BS2）
- 慶応応援部 本編
- 月曜ミステリー劇場 税務調査官 窓際太郎の事件簿シリーズ 番宣（TBS）
- CNNデイブレイク（テレビ朝日）
- シルクロード紀行 DVD（2004年発売）
- そこ知り2001（SBS静岡放送）
- しながわのチカラ 第4回、5回（ケーブルテレビ品川）
- 情報プレゼンター とくダネ!（フジテレビ）
- 聖戦士ダンバイン クローバー 超合金シリーズ（1978年、テレビCM）
- 世界のクイズ番組QUIZ!（BSフジ）
- 投稿!特ホウ王国（日本テレビ）
- にっぽん釣りの旅（NHK）
- BSスペシャル・日本の旧家（1996年、NHK）
- にんにく健康物語（BS日テレ）
- 薄桜記 番宣（2012年、BSプレミアム）
- BS世界のドキュメンタリー（NHK-BS1）
- プレミアの巣窟（フジテレビ）
- ビデオ 縁の魔境ネパール大密林 新世界紀行 魔境編（2008年、しがボランティアネット）

### ボイスオーバー
- システィーナ礼拝堂壁画修復記録 第6回（日本テレビ）
- 知ってるつもり?!（日本テレビ） - アドルフ・アイヒマンの声
- 世界一受けたい授業（日本テレビ） - マイケル・ダントニオの声
- 地球ドラマチック（NHK総合）
  - 進化の秘密 第2回「私たちの未来」（2005年）
- 知への旅（NHK教育）
- 中居正広の金曜日のスマたちへ（TBS）
- 中居正広のキンスマスペシャル（TBS）
- BS世界のドキュメンタリー（NHK-BS1）
- ニノさん（2020年、日本テレビ）
- 日立 世界・ふしぎ発見!（TBS）
- 美の巨人たち（テレビ東京）

### バラエティ
- ここんちプラネット 番組内ミニドラマ（1986年、テレビ東京） - バスケット部の顧問
- 水曜JUNK 山里亮太の不毛な議論 番組内ミニドラマ（2011年、TBSラジオ） - 早見あかり

### その他コンテンツ
- オーディオドラマ「聴くドラマ聖書」（2019年、朗読）
- 石井竜也コンサートツアー2018「-陣 JIN-」（2018年、城田野海山の声）
- 機動戦士ガンダム0079カードビルダー（ユーリー・ハスラー）
- クマのプーさん展（2019年、ザ・ミュージアム、あべのハルカス美術館） - 語り（音声ガイド）
- 日本名作絵本 かぐや姫〈竹取物語〉（大伴御行）
- 東京ディズニーランド
  - プーさんのハニーハント（ナレーター）
- みんなと学ぶ小学校国語教師用指導書音声編一年（2011年 / 朗読）